# JaCorey Williams
JaCorey Williams, né le 12 juin 1994 à Birmingham en Alabama, est un joueur américain de basket-ball. Il évolue aux postes d'ailier fort et de pivot.

## Biographie
Au mois d'août 2020, il s'engage pour une saison avec l'Aquila Basket Trente en première division italienne. Il est nommé « meilleure révélation » (migliore rivelazione) en championnat d'Italie.
En juillet 2021, Williams rejoint la Jeunesse laïque de Bourg-en-Bresse.

## Palmarès
- Joueur de l'année de la Conference USA 2017
- First-team All-Conference USA 2017